# السائق الشبح: روح الانتقام
قوست رايدر: شبح الانتقام (بالإنجليزية: Ghost Rider: Spirit of Vengeance) هو فيلم خيال علمي وفانتازيا تم إنتاجه في الولايات المتحدة وصدر سنة 2011 وهو الجزء الثاني في سلسلة أفلام «السائق الشبح».

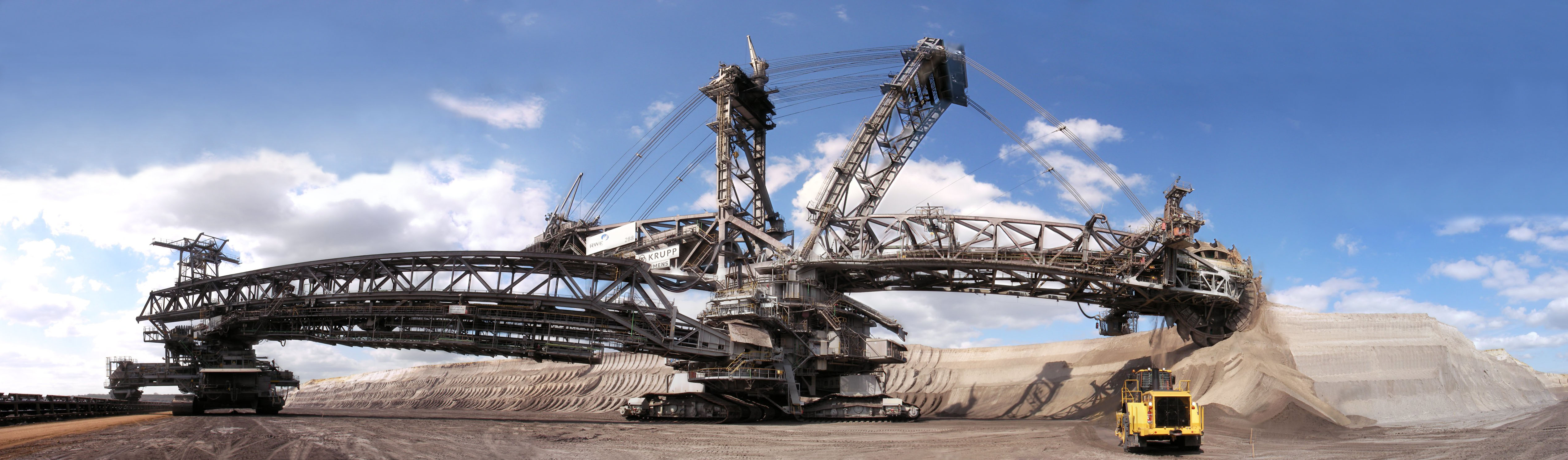
رايدر في الفيلم يستخدم سيارة خاصة: في باجر 288، أكبر المركبات البرية في العالم.

## بطولة
- نيكولاس كيج
- كرستوفر لامبيرت
- إدريس إلبا
- فيولانتي بلاسيدو

## القصة
يدور الفيلم حول سائق أشباح خيالي يُدعى (جوني)، يعقد (مورو) معه صفقة لإنقاذه من الشبح الذي يسكن جسده مقابل إحضار الطفل (داني)، الذي يتضح لاحقًا أنه ابن الشيطان (رورك)، الذي أنجبته مع (نادية) بعد إنقاذها من الموت؛ ليكون خليفته على الأرض وينقل إليه جميع قواه. كما كلف مساعده (كريغن) بنفس المهمة بعد منحه قوى خارقة للطبيعة. من هنا، يكافح (جوني) و(كريغن) للحصول على (داني)، حتى ينجح (رورك) أخيرًا بمساعدة (كريغن) في الإمساك به. خلال مراسم نقل قوة (رورك) إلى (داني)، يذكره (جوني) بحقيقته الطيبة، وينجح في ذلك؛ فيمنحه (داني) قواه ويعملان معًا لإنقاذ العالم.

## الميزانية والإيرادات
بلغت تكلفة إنتاج الفيلم حوالي 57 مليون دولار بينما حقق أرباحا تقدر بـ 132,563,930 دولار.

## وصلات خارجية
- السائق الشبح: روح الانتقام على موقع IMDb (الإنجليزية)
- السائق الشبح: روح الانتقام على موقع ميتاكريتيك (الإنجليزية)
- السائق الشبح: روح الانتقام على موقع روتن توميتوز (الإنجليزية)
- السائق الشبح: روح الانتقام على موقع نتفليكس (الإنجليزية)
- السائق الشبح: روح الانتقام على موقع قاعدة بيانات الأفلام العربية
- السائق الشبح: روح الانتقام على موقع ألو سيني (الفرنسية)
- السائق الشبح: روح الانتقام على موقع Turner Classic Movies (الإنجليزية)
- السائق الشبح: روح الانتقام على موقع أول موفي (الإنجليزية)
- السائق الشبح: روح الانتقام على موقع بوكس أوفيس موجو (الإنجليزية)
- السائق الشبح: روح الانتقام على موقع فيلمافينيتي (الإسبانية)